# Glossobius impressus
Glossobius impressus is een pissebed uit de familie Cymothoidae. De wetenschappelijke naam van de soort is voor het eerst geldig gepubliceerd in 1818 door Say.